# アリエル・ゼエビ
アリエル・ゼエビ（ヘブライ語: אריאל "אריק" זאבי 、英: Ariel Ze'evi、1977年1月16日- ）は、イスラエルのブネイ・ブラック出身の柔道家。階級は100kg級。身長186cm。

## 人物
1999年の世界選手権では準決勝で日本の井上康生と対戦することになったが、ケガで棄権して5位に終わった。翌年、2000年のシドニーオリンピックでも準々決勝で井上に内股で敗れるなどして5位に終わった。2001年の世界選手権では100kg級は2回戦で敗れたものの、無差別では決勝まで進むが、ロシアのアレクサンドル・ミハイリンに出足払で敗れて2位にとどまった。2004年アテネオリンピックでは銅メダルを獲得した。2008年北京オリンピックでは2回戦で敗れた。2010年のグランドスラム・東京では決勝で日本の穴井隆将に指導3で敗れて2位にとどまった。2012年のヨーロッパ選手権では35歳で優勝して今大会最年長チャンピオンになり、ロンドンオリンピックではイスラエル選手団の旗手にも選ばれたが、試合では初戦で敗れた。その後引退を表明した。
イスラエルでは国営テレビ局のスポーツ番組の司会も務めている。

## 主な戦績
86kg級での戦績
- 1994年 - ヨーロッパジュニア 3位
- 1995年 - ヨーロッパジュニア 優勝

95kg級での戦績
- 1997年 - マカビア競技大会 3位
- 1997年 - 世界選手権 7位

100kg級での戦績
- 1999年 - ポーランド国際 3位
- 1999年 - ヨーロッパ選手権 3位
- 1999年 - 世界選手権 5位
- 2000年 - ドイツ国際 3位
- 2000年 - シドニーオリンピック 5位
- 2001年 - チェコ国際 優勝
- 2001年 - ヨーロッパ選手権 優勝
- 2001年 - 世界選手権 無差別 2位
- 2001年 - グランプリ・モスクワ 3位
- 2002年 - ドイツ国際 3位
- 2003年 - グルジア国際 優勝
- 2003年 - ドイツ国際 2位
- 2003年 - ヨーロッパ選手権 優勝
- 2003年 - グランプリ・モスクワ 無差別 3位
- 2004年 - フランス国際 優勝
- 2004年 - ヨーロッパ選手権 優勝
- 2004年 - アテネオリンピック 3位
- 2005年 - エストニア国際 3位
- 2005年 - ヨーロッパ選手権 2位
- 2007年 - ドイツ国際 優勝
- 2007年 - ヨーロッパ選手権 3位
- 2008年 - フランス国際 3位
- 2008年 - ヨーロッパ選手権 3位
- 2008年 - スペイン国際 2位
- 2009年 - ワールドカップ・ワルシャワ 優勝
- 2010年 - ワールドカップ・ウィーン 3位
- 2010年 - ヨーロッパ選手権 3位
- 2010年 - グランドスラム・東京 2位
- 2011年 - グランプリ・バクー 3位
- 2011年 - グランドスラム・モスクワ 優勝
- 2011年 - グランプリ・青島 3位
- 2012年 - ワールドマスターズ 5位
- 2012年 - ヨーロッパ選手権 優勝